# Ardisia marcellanum
Ardisia marcellanum är en viveväxtart som beskrevs av R. Govaerts. Ardisia marcellanum ingår i släktet Ardisia och familjen viveväxter. Inga underarter finns listade i Catalogue of Life.